# Norges tekniske høgskole

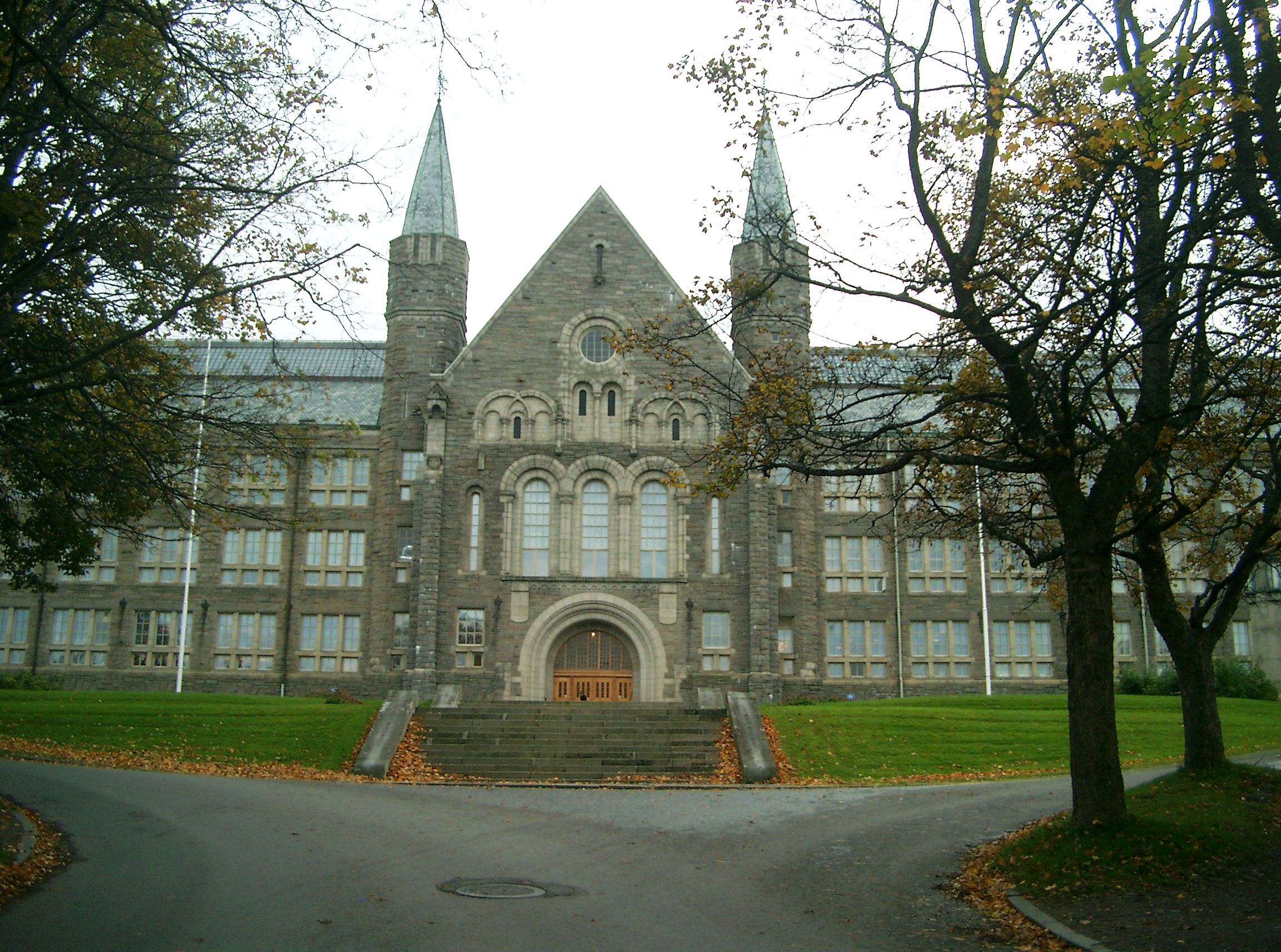
NTH

Norges tekniske høgskole eller NTH var en högskola som startade år 1910 i Trondheim och som år 1996 slogs samman med de övriga högskolorna inom Universitetet i Trondheim och bildade NTNU.